# Więzienie w Besançon
Więzienie w Besançon (fr. maison d'arrêt de Besançon) - więzienie położone w Besançon (Franche-Comté). Jest to jedno z najsławniejszych więzień regionu Franche-Comté. Zostało zbudowane w roku 1885. Znani więźniowie : Henri Fertet (członek francuskiego ruchu oporu w okresie II wojny światowej).

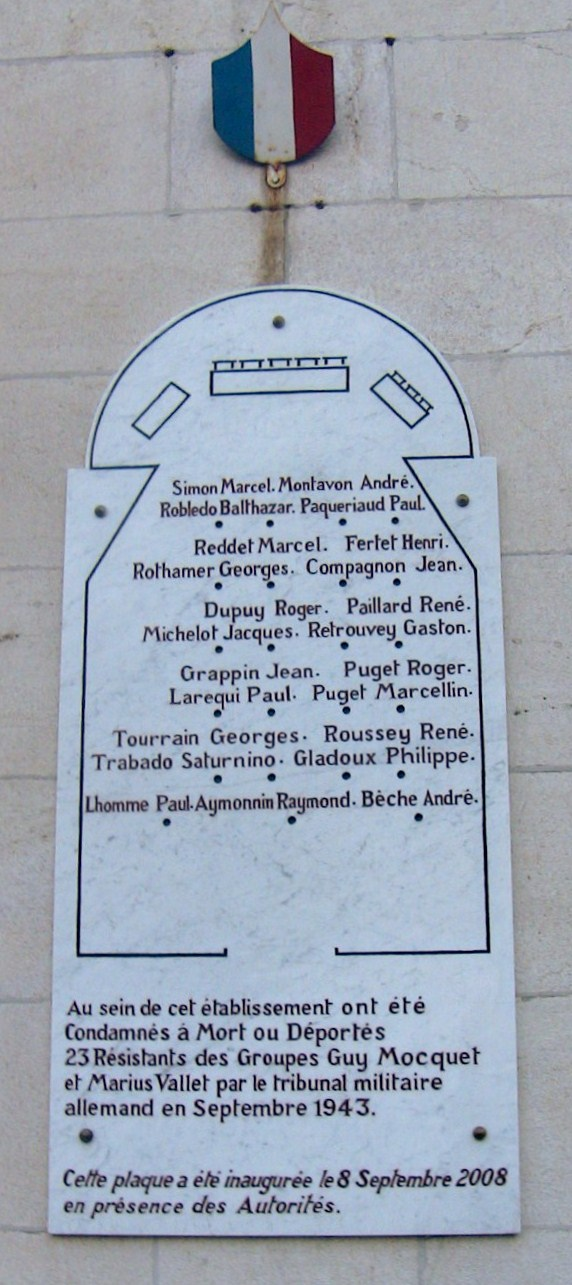
Płyta pamiątkowa członka francuskiego ruchu oporu w okresie II wojny światowej
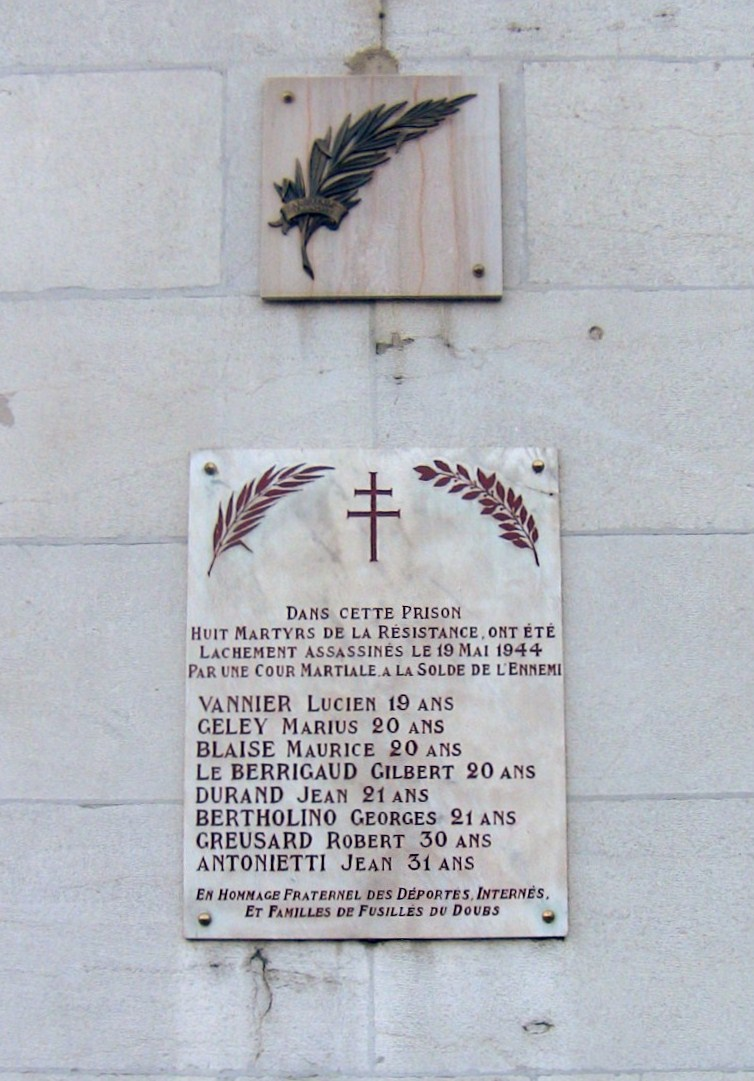
Płyta pamiątkowa
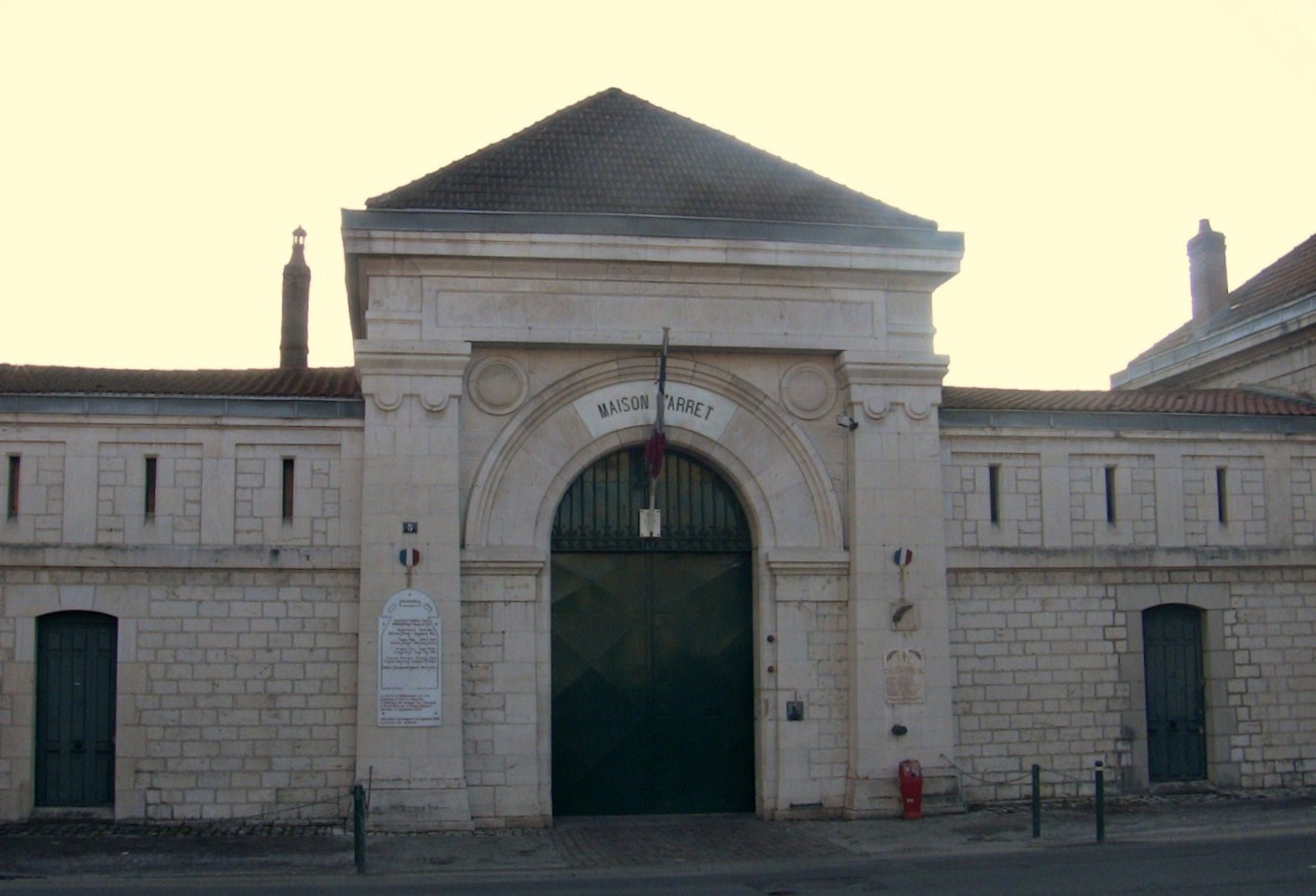
Wejście do więzienia w Besançon